# Hugo Kołłątaj
Hugo Stumberg Kołłątaj, (phát âm là Ko-won-thai, 1 tháng 4 năm 1750 - 28 tháng 2 năm 1812), là một nhà cải cách hiến pháp và nhà giáo dục nổi tiếng của Ba Lan, và là một trong những nhân vật nổi bật nhất của thời kỳ Khai sáng ở Ba Lan. Ông giữ chức vụ Phó Thủ tướng từ năm 1791–1792. Ông là một linh mục Công giáo La Mã, nhà hoạt động xã hội và chính trị, nhà tư tưởng chính trị, nhà sử học, nhà triết học và nhà bác học.

## Tiểu sử

### Thời kỳ đầu
Hugo Kołłątaj sinh ngày 1 tháng 4 năm 1750 tại Dederkały Wielkie (nay thuộc miền Tây Ukraine) ở Volhynia trong một gia đình quý tộc nhỏ Ba Lan. Một thời gian ngắn sau đó, gia đình ông chuyển đến Nieciesławice, gần Sandomierz, nơi mà ông trải qua thời thơ ấu. Ông theo học tạị Pińczów. Ông sau đó học tại Học viện Kraków, tiếp đó là Đại học Jagiellonian, nơi ông học luật và lấy bằng tiến sĩ. Vào khoảng năm 1775, ông được phong chức thánh. Do được đi học tại Vienna và Ý (Naples và Rome), nơi rất có thể đã giúp ông biết đến triết học Khai sáng. Người ta cho rằng ông đã đạt được thêm hai bằng tiến sĩ ở nước ngoài về triết học và thần học.
Sau khi trở về Ba Lan, ông trở thành giáo sĩ của Kraków, linh mục quản xứ của Krzyżanowice Dolne và Tuczępy.  Ông hoạt động tích cực trong Ủy ban Giáo dục Quốc gia và Hiệp hội Sách Tiểu học, nơi ông đóng vai trò quan trọng trong việc phát triển mạng lưới trường học quốc gia. Ông dành hai năm ở Warsaw rồi sau đó trở lại Kraków, nơi ông cải tổ Học viện Kraków với tư cách là thành viên của hội đồng quản trị từ năm 1777 và là hiệu trưởng trong khoảng thời gian từ 1783–1786. Thành quả cải tổ Học viện của ông rất đáng kể khi ông đã thiết lập ra nhiều tiêu chuẩn sáng tạo mới vào thời điểm đó. Đáng chú ý, ông đã yêu cầu sử dụng tiếng Ba Lan thay thế cho tiếng Latinh, lúc đó vốn vẫn chủ yếu được dùng trong các bài giảng. Việc loại bỏ tiếng Latinh và thay bằng ngôn ngữ quốc gia trong giáo dục đại học khi đó vẫn chưa phổ biến ở châu Âu.  Cuộc cải cách gây tranh cãi đến nỗi những kẻ thù chính trị của ông đã tìm cách để buộc ông phải tạm thời rời khỏi Kraków vào năm 1781 với tội danh tham nhũng và vô đạo đức. Mặc dù vậy, vào năm 1782, quyết định xử phạt dành cho ông đã bị hủy bỏ.

### Cải cách trong Đại Nghị viện

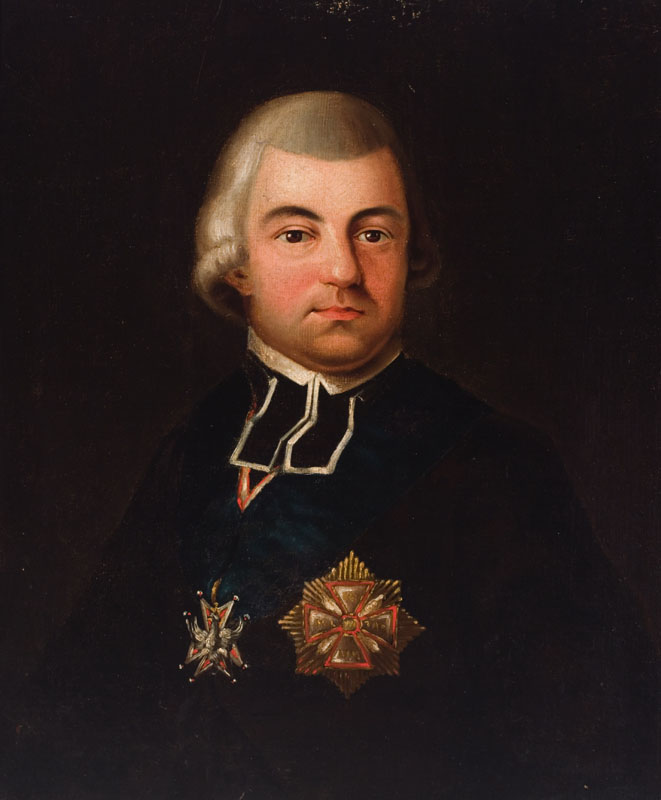
Kołłątaj

Kołłątaj cũng hoạt động chính trị hết sức tích cực. Năm 1786, ông đảm nhận văn phòng Quan Chưởng án tại Lithuania và chuyển đến Warsaw. Ông trở nên nổi bật trong phong trào cải cách khi đứng đầu một nhóm không chính thức thuộc cánh cấp tiến của Đảng Ái quốc, sau đó nhóm này bị kẻ thù chính trị của họ gán cho cái tên "Sự bịa đặt của Kołłątaj". Với vai trò là lãnh đạo của Đảng Ái quốc trong cuộc họp quốc hội, ông đã đề ra chương trình nghị sự trong Những bức thư nặc danh gửi Stanisław Małachowski (1788–1789) và trong bài luận Luật Chính trị của Quốc gia Ba Lan (1790). Trong các tác phẩm của mình, ông ủng hộ một cuộc cải cách hiến pháp nhuốm màu cộng hòa và sự cần thiết của những cải cách xã hội khác. Một số mục tiêu mà ông theo đuổi gồm có việc củng cố vị trí lập hiến của nhà vua, yêu cầu quân đội quốc gia lớn hơn, bãi bỏ quyền phủ quyết tự do, áp dụng thuế phổ cập và giải phóng cho cả tầng lớp người dân thị thành và nông dân. Là người tổ chức phong trào của người dân thị thành, ông đã biên tập một văn bản yêu cầu cải cách và gửi đến nhà vua trong Cuộc Diễu hành Đen năm 1789.
Kołłątaj là đồng tác giả của Hiến pháp ngày 3 tháng 5 năm 1791. Ông tham gia thành lập Tổ chức Bạn bè của Hiến pháp để hỗ trợ việc thực hiện tài liệu. Năm 1786, ông nhận được Huân chương Thánh Stanislaus. Đến năm 1791, ông tiếp tục được nhận Huân chương Đại bàng trắng. Từ năm 1791 đến 1792, ông giữ chức Phó thủ tướng (Podkanclerzy Koronny).
Trong cuộc chiến tranh Ba Lan-Nga nổ ra do sự ra đời của Hiến pháp ngày 3 tháng 5, Kołłątaj, cùng với các cố vấn hoàng gia khác, đã thuyết phục Quốc vương Stanisław August, cũng chính là đồng tác giả của Hiến pháp, tìm kiếm con đường thỏa hiệp và gia nhập Liên minh Targowica được thành lập nhằm hạ bệ Hiến pháp. Tuy nhiên, vào năm 1792, khi phe Liên minh giành chiến thắng, Kołłątaj di cư đến Leipzig và Dresden. Tại đây, vào năm 1793, ông đã viết cùng với Ignacy Potocki một bài luận có tựa đề Về việc chấp nhận và sụp đổ của Hiến pháp Ba Lan ngày 3 tháng 5 .

### Lưu vong và những năm cuối đời

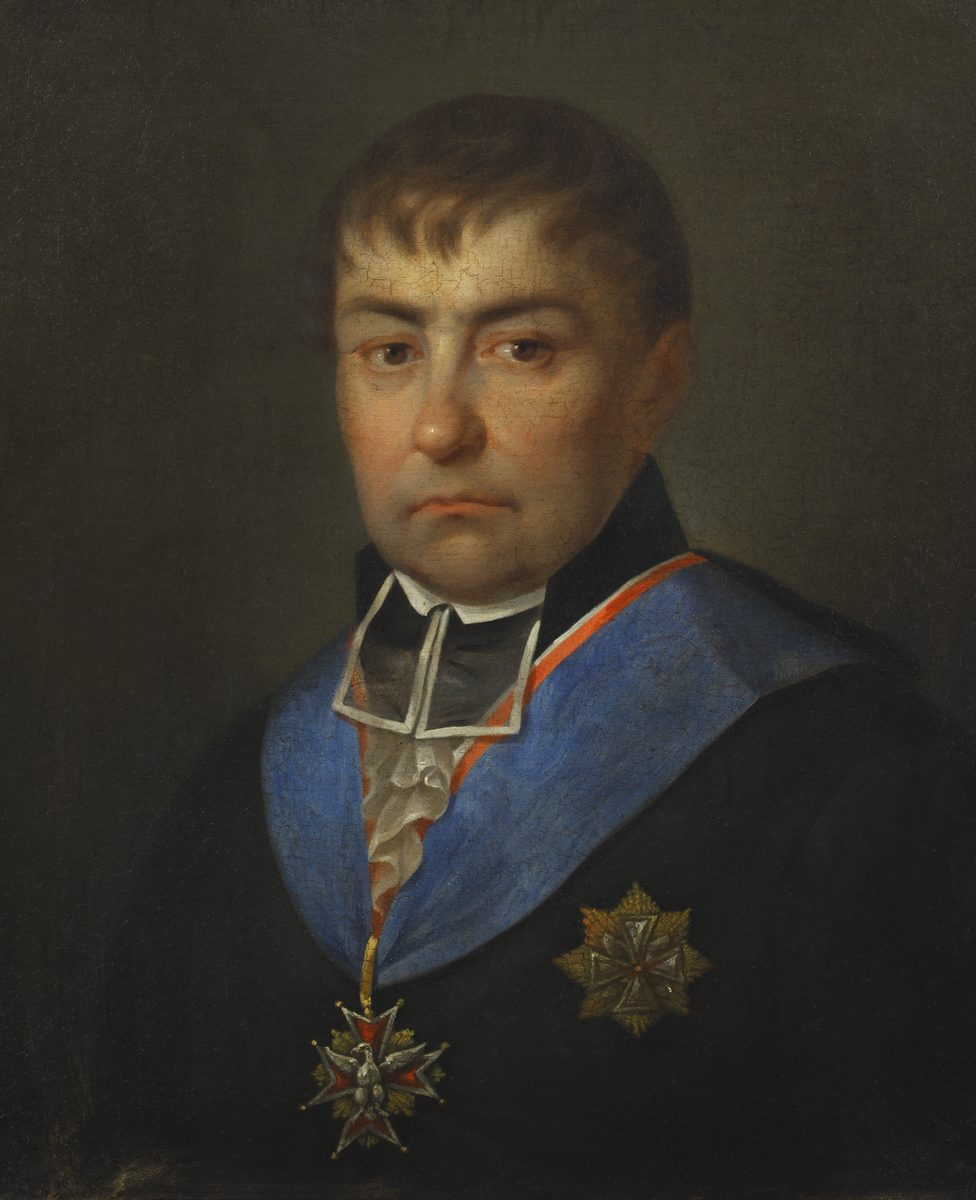
Kołłątaj, bởi Jan Pfeiffer, 1810

Khi sống lưu vong, quan điểm chính trị của Kołłątaj trở nên cấp tiến hơn và ông tham gia vào việc chuẩn bị cho một cuộc nổi dậy. Năm 1794, ông tham gia Cuộc nổi dậy Kościuszko. Ông đẫ tham gia đóng góp trong Đạo luật Khởi nghĩa ban hành ngày ngày 24 tháng 3 năm 1794 và Tuyên ngôn Połaniec ban hành ngày 7 tháng 5 năm 1794. Ông sau đó trở thành người đứng đầu của Bộ Ngân khố Hội đồng Quốc gia Tối cao và hậu thuẫn cho phe cánh Jacobins Ba Lan nổi dậy. Sau khi Cuộc nổi dậy bị đàn áp cùng năm, Kołłątaj bị người Áo bắt giam cho đến năm 1802. Năm 1805, cùng với Tadeusz Czacki, ông đã thành lập trường Krzemieniec Lyceum ở Volhynia. Năm 1807, sau khi thành lập Công quốc Warsaw, ban đầu ông tham gia nắm chức vụ trong chính phủ, nhưng nhanh chóng bị loại khỏi đây do âm mưu đến từ các đối thủ chính trị, và ngay sau đó, ông lại bị chính quyền Nga bắt giam cho đến năm 1808. Khi được thả, ông chính thức bị cấm tham gia hoạt động trong chính quyền. Bất chấp điều đó, ông đã tìm cách trình bày một chương trình tái thiết và phát triển Ba Lan trong "Nhận xét về vị trí hiện tại của một phần lãnh thổ Ba Lan kể từ Hiệp ước Tilsit, được gọi là Công quốc Warsaw", (1809). Năm 1809, ông trở thành thành viên của Hiệp hội Bạn bè Khoa học Warsaw. Trong những năm 1809–1810, ông một lần nữa lại quản lý Học viện Kraków, đưa nó trở lại vị thế của mình từ dạng bị Đức hóa.

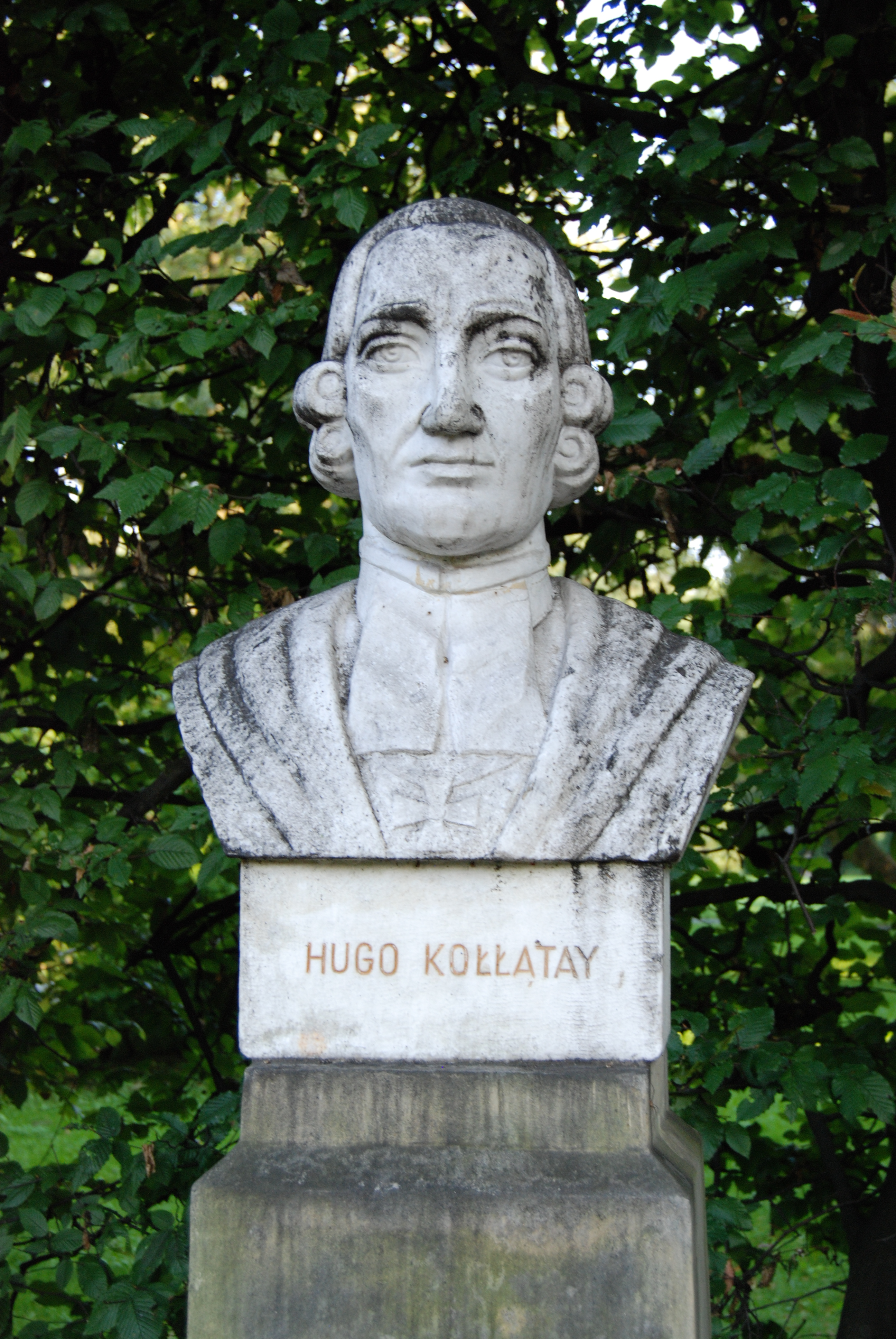
Kołłątaj, Công viên Jordan, Kraków

Trong The Physico-Moral Order (1811), Kołłątaj đã tìm cách tạo ra một hệ thống đạo đức xã hội nhấn mạnh sự bình đẳng của tất cả mọi người, dựa trên ý tưởng vật lý về một "trật tự vật lý-đạo đức". Sau khi nghiên cứu sâu hơn về khoa học tự nhiên, địa chất và khoáng vật học, ông tiếp tục viết nên cuốn Phân tích phê bình các nguyên tắc lịch sử liên quan đến nguồn gốc của loài người, được xuất bản sau khi di cảo vào năm 1842. Trong tác phẩm này, ông đã đưa ra bản trình bày đầu tiên của người Ba Lan về các ý tưởng về sự tiến hóa xã hội dựa trên các khái niệm địa chất. Công trình này được xem là một đóng góp quan trọng cho nhân chủng học văn hóa. Trong Tình trạng giáo dục ở Ba Lan trong những năm cuối cùng của triều đại Augustus III, được xuất bản sau khi di cảo năm 1841, ông đã lập luận chống lại sự thống trị của Dòng Tên đối với giáo dục và trình bày một nghiên cứu về lịch sử giáo dục.
Ông mất vào ngày 28 tháng 2 năm 1812, "bị lãng quên và bỏ rơi" bởi những người cùng thời. Ông được chôn cất tại Nghĩa trang Powązki.
 